# International Code of Zoological Nomenclature
International Code of Zoological Nomenclature (ICZN) er en konvention for navngivning af dyregrupper såsom arter, slægter og familier. Den gælder altså ikke for hybrider eller varieteter. Underarter omfattes kun af regelsættet i visse tilfælde. Regelsættet vedligeholdes af International Commission on Zoological Nomenclature og revideres med nogle års mellemrum. Det er opdelt i kapitler, som på sin side inddeles i nummererede artikler.
Basis for nomenklaturen er de navneregler som Carl von Linné gjorde kendt, hvor hver art tildeles to navne. Dels et slægtsnavn, som angiver hvilken gruppe den tilhører og dels et artsepitet (artsbetegnelse). Alle arter, som hører til samme slægt, har samme slægtsnavn og der må ikke forekomme to slægter, som har samme navn. Derimod må der gerne findes to eller flere arter, som har samme artsepitet, så længe de ikke tilhører samme slægt.

## Vigtige artikler
Her er en sammenstilling af nogle af de vigtige artiklers indhold. Næsten alle artikler er i selve teksten opdelt i flere underartikler.
1 Den zoologiske nomenklatur omfatter alle dyr (både nulevende og uddøde) samt visse encellede organismer, som oprindeligt blev beskrevet som dyr, men som senere har vist sig at være noget andet. Desuden omfattes fossile rester af dyr samt i visse tilfælde også "spor" efter dem. Værket sætter regler for, hvordan nye arter skal navngives for at navnene skal blive etablerede og accepterede inden for videnskaben, samt hvornår og hvordan etablerede navne skal ændres.
2 I de tilfælde en organisme er beskrevet og navngivet under en anden nomenklatur (for eksempel som plante eller bakterie), men nu opfattes som et dyr, kan dens navn alligevel beholdes under visse forudsætninger. Desuden bliver alle navne, som på et tidspunkt har indgået i den zoologiske nomenklatur, regnet som optaget eller brugt, også hvis den pågældende organisme ikke længere betragtes som et dyr.
3 Videnskabelige navne accepteres kun hvis de er beskrevet efter 1757. I 1758 publiceredes 10. udgave af Carl von Linnés Systema Naturae. Præcis dato er ikke kendt. Derfor regnes den zoologiske nomenklatur fra og med den 1. januar 1758.  En undtagelse findes: Svenska spindlar af Carl Alexander Clerck som udkom 1757, men som i ICZN anses som udgivet den 1. januar 1758.
4 Alle navne på taxa med højere rang end art, skal bestå af bare et ord og indledes med stort bogstav.
5 Alle arter navngives ifølge Linnés binominalsystem. Slægtsnavnet skal indledes med et stort bogstav, mens artsbetegnelsen skal indledes med et lille bogstav. Underarter skrives som trinomen, hvor de to første navne følger samme mønster som artens binomen. Det tredje navn identificerer underarten og skal indledes med et lille bogstav.
6 Navne på underslægter indledes med stort bogstav og skal angives i parentes efter slægtsnavnet, men før artsepitetet.
8–9 I disse artikler sættes regler for, hvilke former for publikationer, der kan eller ikke kan anvendes i den zoologiske navngivning. For eksempel har det først siden september 2012 været muligt at publicere elektronisk (fx som PDF-dokument).
11 For at kunne accepteres som et anvendeligt navn, skal navnet opfylde bestemte krav. For eksempel at det er publiceret efter reglerne i et værk, hvor principperne om binominal nomenklatur konsekvent er overholdt, og at navnet er skrevet med det latinske alfabet. Et nyt navn skal desuden have været anvendt om dyret af forfatteren (ikke kun brugt som synonym). 
12 Ethvert navn skal, for at være anvendeligt, være forsynet med en beskrivelse, enten direkte eller ved en litteraturhenvisning. En afbildning gælder også som en beskrivelse. Ved slægter er det nok, at mindst en art er henført til slægten. Trivialnavne, angivelse af udbredelse eller navne for værtsorganismer tæller ikke som en beskrivelse.
13 Efter 1930 skal det for slægtsnavne ved originalbeskrivelsen entydigt fremgå, hvad der er type-arten.
22  Hvis publikationsåret for et taksonomisk navn nævnes, så skal det stå efter autornavnet. Mellem autornavn og årstal anbefales det ikke at indføje mere end højst et komma.
23 Et taksons gyldige navn er altid det ældste anvendelige navn, når dette ikke er ugyldigt på grund af andre regler. Dette prioritetsprincip anvendes, når det ved synonymer (forskellige navne for et takson) skal afgøres, hvilket navn der skal anvendes, og når det ved homonymer (samme navn for forskellige taksa) skal fastslås, hvilket takson, der skal beholde navnet.
24 Når to navne er lige berettigede, for eksempel når to navne er publiceret samtidig, gælder princippet om "First Revisor". Her er det den person, der først citerer de to navne i en publikation, der afgør hvilket af de to der skal anvendes.
25 Det anbefales, at skrive et navn fuldt ud første gang det nævnes i en publikation. Derefter kan dele af et binomen eller trinomen forkortes, når disse forkortelser er entydige. Et punktum skal efterfølge den forkortede del af navnet. Eksempelvis skal myggenavnet Aedes aegypti skrives på denne måde første gang det nævnes, men efterfølgende kan det skrives som A. aegypti (og A. a. aegypti for Aedes aegypti aegypti), men i tilfælde hvor forveksling er sandsynlig (fx med Anopheles), kan Aedes aegypti forkortes til Ae. aegypti (og An. maculipennis for en art af slægten Anopheles).
27 Der må ikke optræde diakritiske tegn eller andre specielle tegn i et navn.
29 Navnet for overfamilie ender på -oidea, en familie på -idae, en underfamilie på -inae, en tribus på -ini, og en undertribus på -ina. Det dannes af ordstammen af navnet på den slægt (type-slægten), der er tidligst publiceret.
50 Et navns autor er den person, som først har offentliggjort navnet i overensstemmelse med artikel 11.
51 Det er valgfrit om man vil nævne autoren efter navnet. Der skal i så fald ikke være nogen mellemliggende tegn (fx komma) mellem navnet og autoren. Autor og et eventuelt årstal sættes i parentes, når slægtsnavnet er et andet end da arten oprindeligt blev beskrevet.
58 I denne artikel fastlægges helt præcis, hvornår to navne, der kun afviger lidt fra hinanden i skrivemåde, anses som ens.